# Ian Hunter (rugby à XV)
Pour les articles homonymes, voir Ian Hunter.
Pas d'image ? Cliquez ici

a Compétitions nationales et continentales officielles uniquement.

b Matchs officiels uniquement.
 Ian G. Hunter, né le 15 février 1969 à Harrow en Angleterre, est un joueur de rugby à XV, qui a joué avec l'équipe d'Angleterre, évoluant au poste de trois quart aile ou à celui d'arrière.

## Carrière

### En club
- Northampton Saints

Il a disputé cinq matchs de Challenge européen de rugby en 1996-1998.

### En équipe nationale
Il a disputé son premier test match le 17 octobre 1992, à l’occasion d’un match contre l'équipe du Canada, et le dernier contre l'équipe de France, le 22 juin 1995. Hunter a disputé deux matchs de la Coupe du monde 1995, dont la petite finale. 

## Palmarès
- 7 sélections avec l'équipe d'Angleterre
- Sélections par année : 1 en 1992, 2 en 1993, 2 en 1994, 2 en 1995
- Tournois des Cinq Nations disputés : 1993, 1994